# Pejelagarto 1.ª Sección
Pejelagarto 1.ª Sección es una ranchería del municipio de Balancán ubicado en la subregión de los Ríos del estado mexicano de Tabasco.

## Geografía
La localidad se ubica a 36.1 kilómetros (en dirección sudeste) de la localidad de Balancán de Domínguez, la cabecera y lugar más poblado del municipio. Se sitúa en las coordenadas geográficas 18°02′00″N 91°17′35″O / 18.033333, -91.293056, a una elevación de 29 metros sobre el nivel del mar.

## Demografía
Según el Conteo de Población y Vivienda 2020, efectuado por el Instituto Nacional de Estadística y Geografía, la localidad de Pejelagarto 1.ª Sección tiene 42 habitantes, de los cuales 24 son del sexo masculino y 18 del sexo femenino. Su tasa de fecundidad es de 3 hijos por mujer y tiene 16 viviendas particulares habitadas.
| Gráfica de evolución demográfica de Pejelagarto 1.ª Sección entre 1970 y 2020 |
|                                                                               |
| INEGI.                                                                        |